# María José Abud
María José Abud Sittler (27 de mayo de 1986) es una economista y política chilena. Desde enero de 2021 hasta marzo de 2022 ejerció como subsecretaria de la Mujer y la Equidad de Género de su país bajo el segundo gobierno del presidente Sebastián Piñera.

## Estudios
Es economista de la Universidad de Chile, posee un máster en administración pública, especialización en desarrollo económico y político, de la Universidad de Columbia, Estados Unidos.

## Trayectoria profesional
Trabajó en finanzas y luego como jefa de Estudios de la ONG País Digital. Entre 2011 y 2013 trabajó como asesora en el Instituto Nacional de Propiedad Industrial (Inapi) del Ministerio de Economía, Fomento y Turismo. Así mismo, se desempeñó en el Programa de las Naciones Unidas para el Desarrollo (PNUD) en Nueva York, en donde fue coautora del "Informe de Desarrollo Humano para América Latina y El Caribe" y también realizó asesorías en implementación de la Agenda 2030 en países de la región.
Posteriormente, desde marzo de 2018 hasta junio de 2020, fue jefa de la División de Estudios del Ministerio de la Mujer y la Equidad de Género, impulsando importantes iniciativas de la Agenda Mujer: en el área de violencia del Proyecto de Ley de Monitoreo Telemático de medidas Cautelares y el Registro Único de Víctimas de Violencia.
También realizó una de las colaboradoras más directas durante la administración de Isabel Plá. Desde julio de 2020 hasta enero de 2021, se desempeñó como jefa subrogante de la División de Políticas Sociales de la Subsecretaría de Evaluación Social, perteneciente al Ministerio de Desarrollo Social y Familia. Allí participó de proyectos estratégicos para la dicho ministerio como la Agenda de Mejoras a la Calificación Socioeconómica del Registro Social de Hogares (RSH), Registro de Información Social de Investigación (EISI), entre otros.
El 26 de enero de 2021, fue nombrada por el presidente Sebastián Piñera para asumir como subsecretaria del Ministerio de la Mujer, luego de la designación de Carolina Cuevas como presidenta del CNTV.

## Publicaciones
- La industria del salmón y el recurso natural agua. María José Abud Sittler; Bofill García, María Jesús; Stefani Fernández, Florencia (2009-09). La industria del salmón y el recurso natural agua. [10]